# Eleutherodactylus hypostenor
Eleutherodactylus hypostenor là một loài ếch trong họ Leptodactylidae.
Nó được tìm thấy ở Cộng hòa Dominica và Haiti.
Các môi trường sống tự nhiên của chúng là các khu rừng ẩm ướt đất thấp nhiệt đới hoặc cận nhiệt đới, các khu rừng vùng núi ẩm nhiệt đới hoặc cận nhiệt đới, và các đồn điền. Loài này đang bị đe dọa do mất môi trường sống.